# Antitype amasina
Antitype amasina là một loài bướm đêm trong họ Noctuidae.